# Americus (Georgia)
Americus város az USA Georgia államában. Lakosainak száma 16 230 fő (2020. április 1.).

## Népesség
A település népességének változása:

| 2010 | 17 041 |
| 2020 | 16 230 |